# Braddley Tovosia
Braddley Tovosia (geb. 10. April 1967 in Sukiki, Guadalcanal) ist ein Politiker in den Salomonen.

## Leben
Tovosia wurde am 10. April 1967 in Sukiki, Guadalcanal geboren. Er erhielt seine Schulbildung am Betikama College.
Seine Karriere in der nationalen Politik begann, als er bei den Parlamentswahlen im August 2010 als unabhängiger Kandidat für den Wahlkreis East Guadalcanal ins Parlament gewählt wurde. Anschließend wurde er zum Minister für Provinzregierung und institutionelle Stärkung (Minister for Provincial Government and Institutional Strengthening) im Kabinett von Premierminister Danny Philip ernannt. Am 22. Januar wurde Tovosia im Rahmen einer Kabinettsumbildung, ausgelöst durch den Rücktritt mehrerer Minister, zum Forstminister befördert. Als Gordon Darcy Lilo Philip im November 2011 als Premierminister ablöste, wurde Tovosia in das Ressort Fischerei überführt. Am oder um den 1. März 2012 wurde Tovosia erneut einem neuen Ressort zugewiesen und wurde Minister für den öffentlichen Dienst, wobei er sein Ressort mit Alfred Ghiro tauschte. Am 22. Oktober wurde Tovosia zum Umweltminister ernannt und ersetzte dabei John Moffat Fugui, der aus der Regierung entlassen worden war.